# Gornji Vakuf-Uskoplje
Gornji Vakuf-Uskoplje is een gemeente in de Federatie van Bosnië en Herzegovina in Bosnië en Herzegovina in het kanton Centraal-Bosnië. Het kanton Centraal-Bosnië bestaat uit de volgende gemeenten: Bugojno, Busovača, Dobretići, Donji Vakuf, Fojnica,Gornji Vakuf-Uskoplje, Jajce, Kiseljak, Kreševo, Novi Travnik, Travnik en Vitez. De oppervlakte van dit kanton bedraagt 3.189,0 km² en maakt 12 % uit van de Federatie van Bosnië en Herzegovina.
Gornji Vakuf-Uskoplje telt 19.248 inwoners. De oppervlakte bedraagt 402,7 km², de bevolkingsdichtheid is 63 inwoners per km².
Dwars door de stad slingert de Vrbas (rivier). De stad Gornji Vakuf-Uskoplje is aan de oostzijde door de berg genaamd Vranica en aan de westzijde door de berg genaamd Raduša omringd. De stad Gornji Vakuf-Uskoplje bevindt zich tezamen met Bugojno, Prusac en Donji Vakuf in het Skopaljska-dal. De lengte van het Skopaljska-dal bedraagt 27 km en heeft een spanbreedte van 2 km.

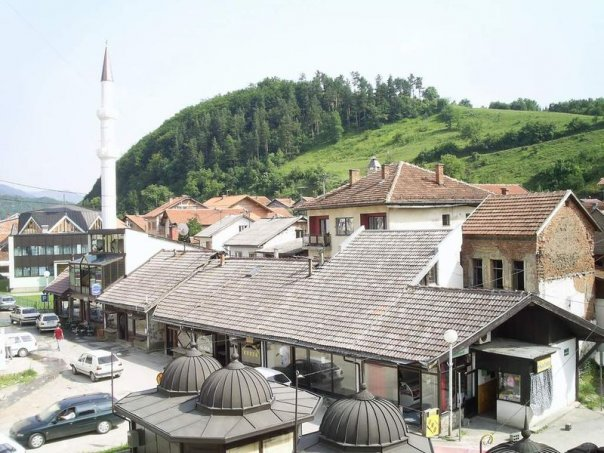
Gornji Vakuf
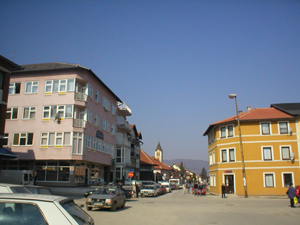
Centrum van Uskoplje
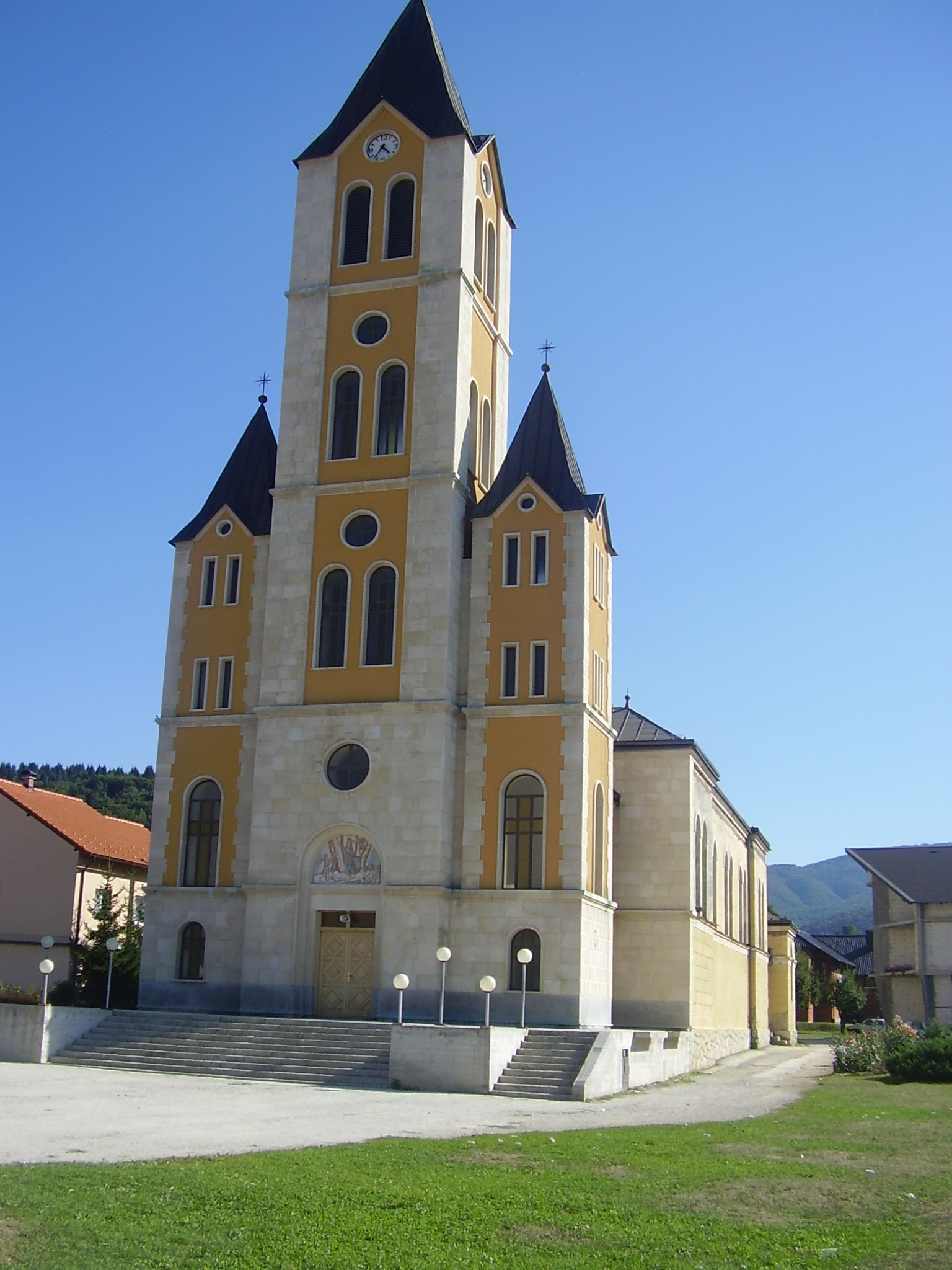
Kerk in Uskoplje

## Geboren
- Matej Delač (1992), Bosnisch-Kroatisch voetbaldoelman

Federatie van Bosnië en Herzegovina:

Banovići · Bihać · Bosanska Krupa · Bosanski Petrovac · Bosansko Grahovo · Breza · Bugojno · Busovača · Bužim · Čapljina · Cazin · Čelić · Centar · Čitluk · Drvar · Doboj Istok · Doboj Jug · Dobretići · Domaljevac-Šamac · Donji Vakuf · Foča-Ustikolina · Fojnica · Glamoč · Goražde · Gornji Vakuf-Uskoplje · Gračanica · Gradačac · Grude · Hadžići · Ilidža · Ilijaš · Jablanica · Jajce · Kakanj · Kalesija · Kiseljak · Kladanj · Ključ · Konjic · Kreševo · Kupres · Livno · Ljubuški · Lukavac · Maglaj · Mostar · Neum · Novi Grad · Novo Sarajevo · Novi Travnik · Odžak · Olovo · Orašje · Pale-Prača · Posušje · Prozor-Rama · Ravno · Sanski Most · Sapna · Široki Brijeg · Srebrenik · Stari Grad · Stolac · Teočak · Tešanj · Tomislavgrad · Travnik · Trnovo · Tuzla · Usora · Vareš · Velika Kladuša · Visoko · Vitez · Vogošća · Zavidovići · Zenica · Žepče · Živinice

De hoofdstad Sarajevo bestaat uit de gemeenten Centar, Novi Grad, Novo Sarajevo en Stari Grad.
Servische Republiek:

Banja Luka · Berkovići · Bijeljina · Bileća · Bosanska Kostajnica · Brod · Bratunac · Čajniče · Čelinac · Derventa · Doboj · Donji Žabar · Foča · Gacko · Gradiška · Han Pijesak · Istočni Drvar · Istočna Ilidža · Istočni Mostar · Istočno Novo Sarajevo · Istočno Sarajevo · Istočni Stari Grad · Jezero · Kalinovik · Kneževo · Kozarska Dubica · Kotor Varoš · Krupa na Uni · Srpski Kupres · Laktaši · Ljubinje · Lopare · Milići · Modriča · Mrkonjić Grad · Nevesinje · Novi Grad · Osmaci · Oštra Luka · Pale · Pelagićevo · Petrovac · Petrovo · Prijedor · Prnjavor · Ribnik · Rogatica · Rudo · Šamac · Šekovići · Šipovo · Sokolac · Srbac · Srebrenica · Teslić · Trebinje · Trnovo · Ugljevik · Ustiprača · Višegrad · Vlasenica · Vukosavlje · Zvornik